# University of Malawi
University of Malawi (UNIMA) — uczelnia państwowa znajdująca się w Zomba. Powstała w 1964 roku.

## Historia
Założono ją w 1964 roku, jednak zaczęła funkcjonować od 29 września 1965 roku. W pierwszym roku działalności uczyło się tam jedynie 90 studentów. Początkowa uczelnia znajdowała się w Blantyre, lecz w 1973 roku uczelnia przeniosła się do Zomba. 

## Struktura uczelni
Na uczelni znajduje się 5 wydziałów:
- Wydział Sztuki, Komunikacji i Projektowanie
- Wydział Edukacji
- Wydział Nauk Humanistycznych i Społecznych
- Wydział Prawa, Ekonomii i Rządu
- Wydział Nauk Przyrodniczych i Stosowanych

Na uczelni studiuje 10500 studentów, 60% z nich to mężczyźni. 